# Robot Keiji K
Robot Keiji K (ロボット刑事, Robotto Keiji) é um mangá de Shotaro Ishinomori, publicado na revista Shonen Magazine em 1973. Foi adaptado em uma série Tokusatsu pela Toei, rendendo 26 episódios e um filme. Sua temática é levemente inspirada pelo livro Eu, Robô, de Isaac Asimov, em um misto de ficção científica com Romance policial.

## História
Chiba Daizo é o inspetor-chefe do departamento de polícia de seu distrito, mas a idade avançada começa a pesar em cima de sua carreira como policial, é então que seus superiores o surpreendem com um novo parceiro, um robô detetive chamado K. Chiba abomina a ideia de um robô trabalhar para o departamento de polícia, ele o despreza porque sabe que logo todos de seu ramo podem ser substuídos por máquinas desprovidas de sentimentos e isso desvaloriza todos os seus anos de trabalho árduo como investigador profissional.
Mas quando uma série de crimes envolvendo robôs começa a chamar a atenção da polícia, Chiba só pode contar com a ajuda de seu parceiro mecânico e suas habilidades incomuns de investigação. Logo ele irá descobrir o mistério por trás da origem de K e sua relação com os recentes incidentes.

## Curiosidades
- No filme de animação Metropolis, o personagem Pero possuí uma grande semelhança com K, o roteiro é de Katsuhiro Otomo, fã confesso de Shotaro Ishinomori, e baseado na obra de Osamu Tezuka.
- No jogo Street Fighter III, a personagem Q é uma óbvia homenagem ao robô detetive K.